# Opća skupština Ujedinjenih naroda
Opća skupština Ujedinjenih naroda jedno je od šest glavnih tijela Ujedinjenih naroda. Čine je sve države članice Ujedinjenih naroda i sastaju se na redovnim godišnjim zasjedanjima koje saziva predsjednik izabran od većine predstavnika. 
Kao jedino tijelo UN-a u kome sve zemlje članice imaju predstavnike, Skupština služi kao forum članicama na kojima raspravljaju o pitanjima međunarodnog prava i donose odluke o daljem funkcioniranju organizacije.
Prvo zasjedanje Opće skupštine bilo je 10. siječnja 1946. u Westminster Central Hallu u Londonu, na kojem su bili predstavnici 51 države članice.

## Vanjske poveznice
- Službena stranica
- UN demokracija: transkripti Opće skupštine i Vijeća sigurnosti
- Uloga Opće skupštine Ujedinjenih naroda  Arhivirana inačica izvorne stranice od 4. srpnja 2008. (Wayback Machine)